# Volksbank Rhein-Nahe-Hunsrück
Die Volksbank Rhein-Nahe-Hunsrück eG ist eine deutsche Genossenschaftsbank mit Sitz in Bad Kreuznach im Landkreis Bad Kreuznach (Rheinland-Pfalz).

## Geschichte
Die Volksbank Rhein-Nahe-Hunsrück eG wurde 1869 gegründet. Im Jahre 2008 nahm die Bank die Volksbank Kirn-Sobernheim eG, im Jahre 2009 die Volksbank Boppard eG und im Jahre 2011 die Vereinigten Raiffeisenkassen eG (Weinsheim) auf.

## Rechtsgrundlagen
Rechtsgrundlagen der Bank sind ihre Satzung  und das Genossenschaftsgesetz. Die Organe der Genossenschaftsbank sind der Vorstand, der Aufsichtsrat und die Vertreterversammlung. Die Bank ist der BVR Institutssicherung GmbH und der Sicherungseinrichtung des Bundesverbandes der Deutschen Volksbanken und Raiffeisenbanken e.V. angeschlossen.

## Niederlassungen
Die Volksbank Rhein-Nahe-Hunsrück eG unterhält 17 Geschäftsstellen. Das Geschäftsgebiet erstreckt sich von Kirn bis Wöllstein und von Bad Münster bis Rhens am Rhein.